# Lord
För efternamnet Lord, se Lord (efternamn).
Lord (eng., skot. laird, av angls. hlaford, fnord. lavarþr, isl. lavarðr), egentligen "brödvärd, brödgivare", därav "herre" (jfr angls, hlaf-aeta, "brödätare, tjänare"), liktydigt med lat. dominus och fr. seigneur. 
Ordet betecknas av Seldan som "ett storhetsattribut", och i enlighet därmed används det om Gud och Guds son (The Lord = "Herren"; Our Lord, "Vår Herre Kristus"; The Lord's day, "Herrens dag, söndagen"; The Lord's prayer, "Herrens bön"; The Lord's supper, "Nattvarden" och kungen samt om vissa högt uppsatta ämbetsmän (då antingen ensamt, till exempel i tilltal mylord eller jämte deras ämbetstitel, till exempel Lord spiritual (se "andligt frälse") och Lord mayor (överborgmästare).
Under länsväsendets tid var lord beteckningen för en länsherres överhuvud och särskilt för den som innehade sitt län direkt av kronan, en baron eller pär (peer of the realm). Lord kom därför även att beteckna medlem av överhuset (House of lords), och bland dessa skiljer man mellan Lords spiritual, "andliga" lorder, de ärkebiskopar och biskopar, som haft säte i överhuset, och Lords temporal, det vill säga "världsliga" lorder. 
Lord är inte någon speciell adelstitel, utan en allmän benämning för innehavare av vissa titlar och värdigheter (till exempel för de olika graderna inom pärsvärdighet, såsom hertig, markis, och så vidare). Dessutom används benämningen lord enligt vedertaget bruk (by courtesy) om söner till vissa pärer, nämligen om yngre söner till hertigar och markiser (då med tillfogat dop- och släktnamn, till exempel lord Hugh Cecil). Som titel används lord alternativt i stället för den egentliga adelstiteln till och om markiser, earler och viscounter (till exempel lord Salisbury, lord Rosebery, lord Kitchener i stället för markis av Salisbury, earl av Rosebery, viscount Kitchener) samt undantagslöst om engelska baroner (till exempel lord Loreburn i stället för baron Loreburn). Såsom tilltalsord till en lord begagnas my lord eller your lordship.
Flera ämbetsmän och ministrar har i England också "lord" i sin titel.